# ایسامو ناگاتو
ایسامو ناگاتو (انگلیسی: Isamu Nagato; ۱ ژانویهٔ ۱۹۳۲ – ۴ ژوئن ۲۰۱۳) بازیگر اهل ژاپن بود.